# Bar Tutti Giorni
Bar Tutti Giorni, conhecido informalmente como "Bar dos Cartunistas", é um bar fundado em 1989 em Porto Alegre por Ernani Marchioretto, o Nani, e Emílio Pedroso (que posteriormente saiu da sociedade). Ganhou o apelido de "Bar dos Cartunistas" por ser o local oficial da reunião dos sócios da Grafar (Grafistas Associados do Rio Grande do Sul), todas as terças à noite. O nome do bar, inclusive, foi sugestão do cartunista Iotti. Localizado originalmente no Viaduto Otávio Rocha, o bar mudou de endereço em 2012 após problemas financeiros o impedirem de continuar no Viaduto. O estabelecimento ficou em frente à Praça dos Açorianos até 2014, quando foi interditado por problemas no alvará. No ano seguinte, o bar reabriu, novamente no Viaduto Otávio Rocha. As reunião da Grafar acompanharam as mudanças de endereço e sua importância para os artistas gráficos levou o bar a ganhar, em 2011, o Troféu HQ Mix na categoria "Homenagem especial".